# Ulisses Correia e Silva
José Ulisses de Pina Correia e Silva (* 4. června 1962 Praiay) je kapverdský politik. Patří ke středopravému křesťansky orientovanému Hnutí pro demokracii a od roku 2016 je předsedou vlády.
Vystudoval ekonomii a management na Lisabonské technické univerzitě. Pracoval v centrální bance Banco de Cabo Verde a na ministerstvu financí. V letech 1999 až 2000 byl kapverdským ministrem financí a prosadil navázání kapverdského escuda na euro. Po odchodu z vlády přednášel podnikovou ekonomiku na Univerzitě Jeana Piageta v kapverdském hlavním městě Praia. Po dvě funkční období byl primátorem Praie a získal cenu pro nejlepšího afrického starostu. Byl také výkonným prezidentem organizace UCCLA, sdružující hlavní města portugalsky mluvících zemí. 
Od roku 2001 byl poslancem opozičního Hnutí pro demokracii, od roku 2006 vedl jeho poslanecký klub a v roce 2013 byl zvolen předsedou hnutí. V roce 2016 jeho strana vyhrála volby a Ulisses Correia e Silva byl 22. dubna 2016 jmenován předsedou vlády. Za jeho působení životní úroveň rostla a realizovaly se projekty zaměřené na udržitelný rozvoj a digitální ekonomiku. Pandemie covidu-19 způsobila pokles příjmů z cestovního ruchu a propad ekonomiky, přesto Correia e Silva dovedl svoji stranu k dalšímu volebnímu vítězství v dubnu 2021. V listopadu téhož roku se však prezidentem stal José Maria Neves a předseda vlády musí čelit kohabitaci se svým politickým rivalem.
Ulisses Correia e Silva je ženatý a má dvě děti.